# Hanyangdae (metropolitana di Seul)
Hanyangdae (한양대역 - 漢陽大驛, Hanyangdae-yeok ) è una stazione della metropolitana di Seul servita dalla linea 2 della metropolitana di Seul. La stazione si trova nel quartiere di Seongdong-gu, nel centro di Seul. In inglese il nome della stazione è Hanyang University Station.

## Linee
Seoul Metro
● Linea 2 (Codice: 209)

## Struttura
La stazione è realizzata in superficie, e ciascun binario è dotato di porte di banchina a protezione dei binari. Sono presenti due aree tornelli, una per ciascuna direzione, e quindi una volta entrati non è possibile cambiare banchina.
| Circ. interna | ● Linea 2 | per Seongsu, Geondae-ipku e Jamsil               |
| Circ. esterna | ● Linea 2 | per Wangsimni, Euljiro 3-ga, Sicheong e Hapjeong |

## Stazioni adiacenti
| «         | Servizio | »        |
| Linea 2   | Linea 2  | Linea 2  |
| --------- | -------- | -------- |
| Wangsimni | -        | Ttukseom |